# Chapa de frente
Chapa de frente, também conhecida como bênção, é um chute frontal de empurrão com a sola do pé. Em algumas variantes, a bênção pode ser aplicada com o calcanhar no peito do oponente.
A chapa de frente é um dos chutes fundamentais da capoeira. Também é documentada na arte marcial africana engolo, considerada precursora da capoeira. Esse chute tradicional é direto, firme e veloz.
A técnica pode ser aplicada em diversas regiões do corpo, dependendo da posição do adversário. Frequentemente, é direcionada à região do peito.

## Nomes
Chapa de frente (em tradução livre, "placa de frente") é uma denominação descritiva, pois o golpe pertence à classe dos chutes de empurrão executados com a sola do pé, coletivamente conhecidos como chapa (do português europeu "placa"). Esse nome tradicional já era utilizado pelo menos desde meados do século XX.
Bênção é um nome irônico, derivado da posição inicial curvada do capoeirista. Durante o período escravocrata no Brasil, os senhores de escravos costumavam encontrar seus cativos pela manhã — especialmente aos domingos — e lhes ofereciam "bênçãos". Os escravizados eram forçados a se curvar e demonstrar gratidão, apesar dos maus-tratos que sofriam. O chute bênção reflete essa contradição: o praticante aparenta estar recebendo uma bênção, mas projeta o pé para frente, atingindo o oponente no abdômen.

## Origem

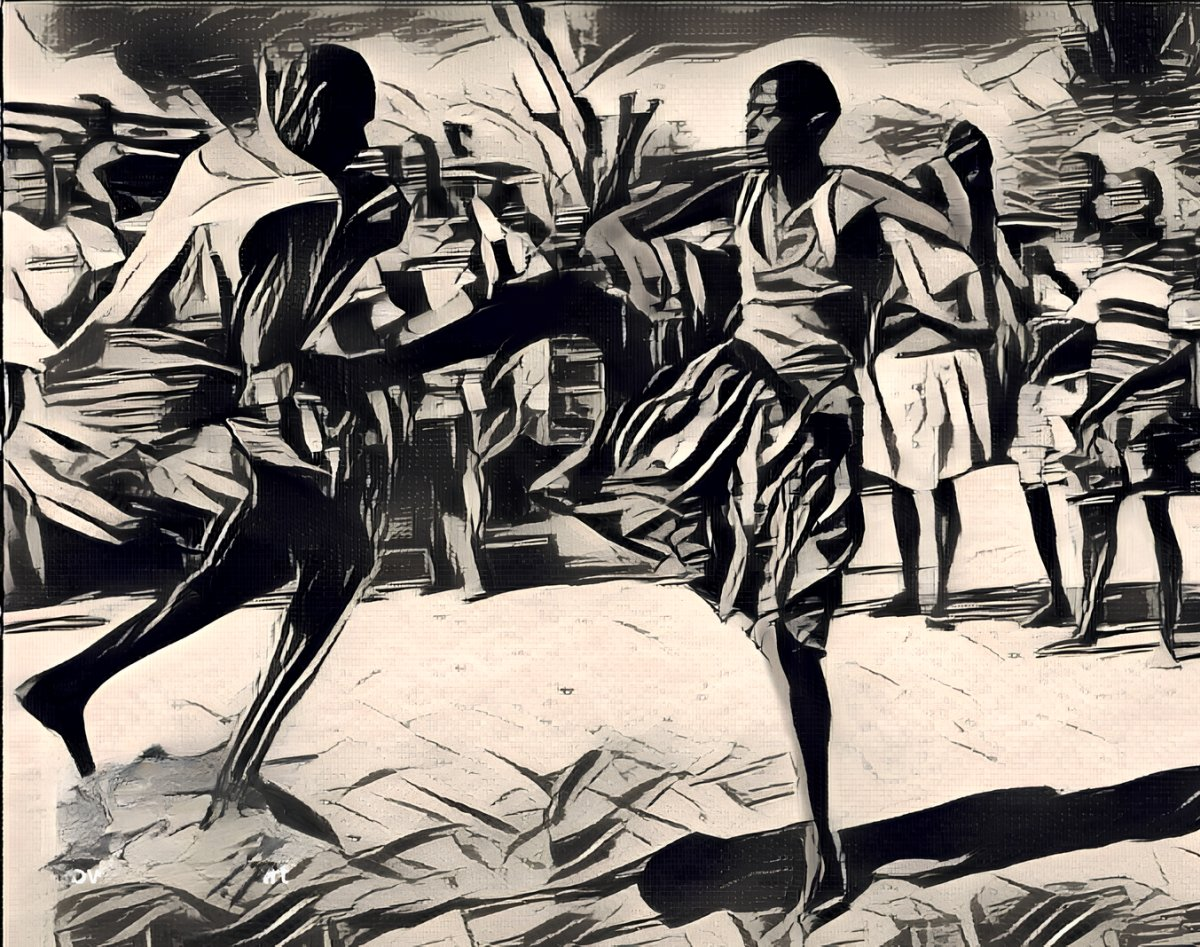
Chapa no ngolo

Vários chutes de empurrão são comuns no engolo, uma arte marcial angolana considerada a precursora da capoeira. Existem vários tipos de chutes de empurrão no engolo, incluindo: chute frontal de empurrão (chapa de frente), chute traseiro de empurrão (chapa de costas), chute lateral de empurrão (chapa lateral), chute giratório de empurrão (chapa giratória) e chute de empurrão a partir da posição invertida.

## Técnica
A bênção é executada elevando primeiro o joelho antes de dar o pontapé. Segue-se um poderoso empurrão para a frente com os quadris para potenciar a extensão da perna que chuta. O golpe incide principalmente com a sola do pé, mais concretamente com o calcanhar da parte plana do pé. Toda a sola do pé de apoio deve permanecer em contacto com o chão.
Normalmente, o capoeirista avança um passo a partir da ginga em direção ao adversário antes de executar a chapa de frente. O pontapé revela-se particularmente eficaz quando faz contacto total com o oponente.
O nível de impacto varia consoante o alcance, desde um toque suave até um pisão saltado para dentro. A chapa de frente é um pontapé muito perigoso, não só pela força com que pode ser aplicado, mas sobretudo devido à natureza delicada da zona onde incide, onde se situam órgãos muito sensíveis.
Na capoeira Angola, quando um praticante completa uma chapa de frente, costuma descer rapidamente ao chão, procurando refúgio contra possíveis derrubes ou contra-ataques dirigidos à sua face.

## Variações

### Chapa de frente baixa

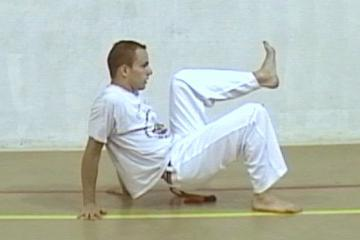
Chapa de frente baixa

Existe uma variação baixa da chapa de frente, executada a partir do chão, geralmente na posição de queda de quatro. Consiste num impulso com os quadris para aumentar tanto a força como o alcance.
É um pontapé popular no estilo capoeira Angola.

### Versão recuada (escorão)
Escorão (escolha, recuo) é uma versão astuta deste pontapé, descrita por Burlamaqui. O praticante recua o pé e, simulando uma retirada, lança rapidamente o pé contra o abdómen do adversário.

### Versão saltada (bênção pulada)
Por vezes, o pontapé frontal pode ser executado com força excessiva, em que o passo inicial evolui para um salto completo, aproveitando todo o peso do capoeirista para o golpe. Nestes casos, quem executa o pontapé pode perder o controlo e não conseguir recolher a perna após o golpe. Se o alvo não for atingido, tende a cair para a frente.

Aqui reside uma lição: Na capoeira, quando se ataca de forma muito violenta, costuma-se ficar exposto a um contra-ataque caso o pontapé não seja eficaz. Normalmente, pontapés que vão “tudo ou nada” são uma faca de dois gumes, não só perigosos para o adversário, mas também para o próprio atacante.— Nestor Capoeira
Este pontapé frontal saltado é conhecido como bênção pulada.

## Defesas

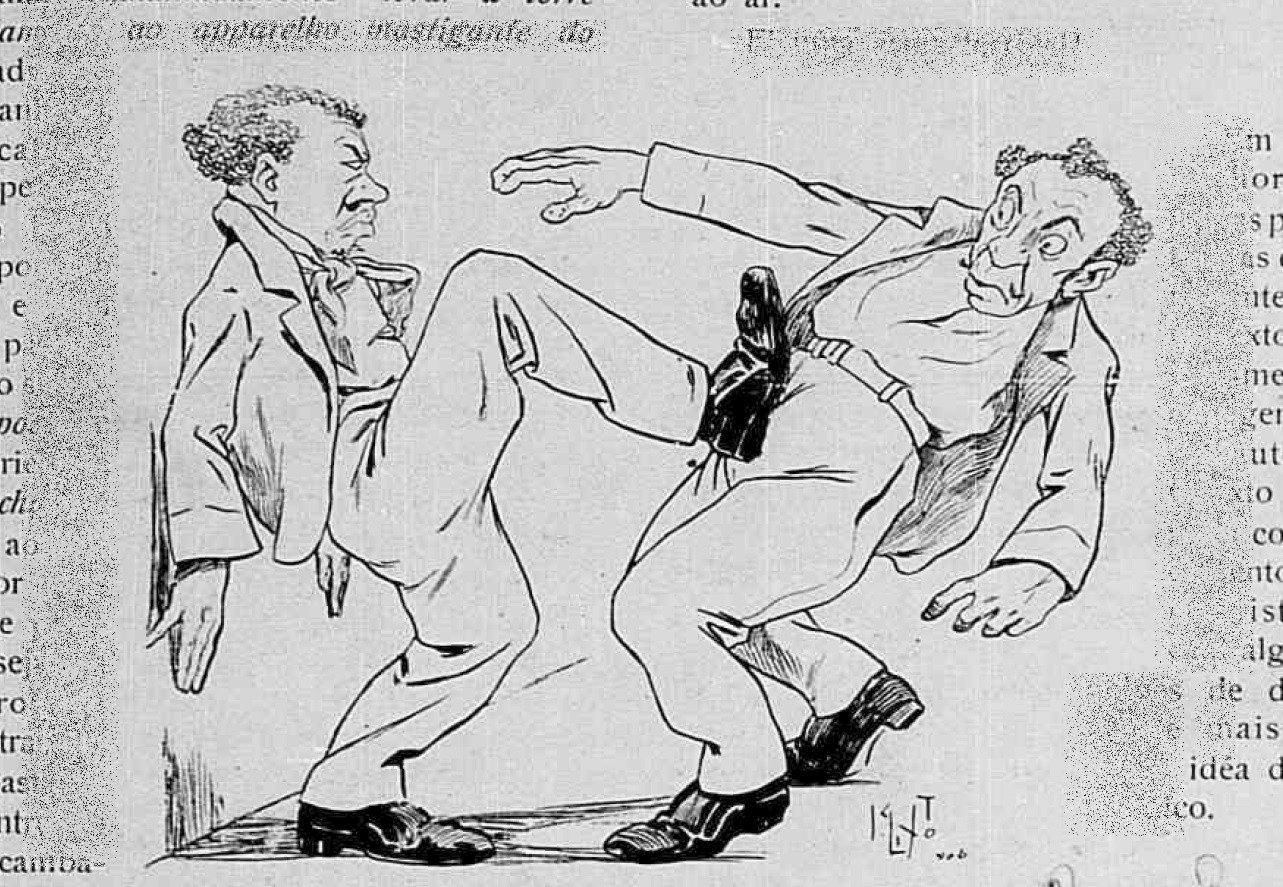
Versão da Capoeira carioca do chapa de frente, chamada meter o andante.

A defesa contra o pontapé frontal pode ser praticada de várias formas. Segundo mestre Pastinha, uma possível defesa ao chapa de frente consiste em bloquear a perna do atacante com os antebraços cruzados. Outra possibilidade é o defensor descer rapidamente com os antebraços cruzados, tentando desequilibrar o atacante ao suspender a perna estendida. Por fim, o capoeirista pode aplicar um contra-ataque ao chapa de frente dirigido ao seu peito, descendo rapidamente e tentando derrubar o atacante com uma rasteira (rasteira).

A velocidade dos movimentos e a flexibilidade corporal são essenciais tanto para o ataque quanto para a defesa. Um capoeirista habilidoso percebe rapidamente as intenções do adversário, não perdendo tempo a organizar a sua defesa e contra-ataque. A mera posição do atacante indica a forma como poderá atacar.

## Bibliografía
- Burlamaqui, Anibal (1928). Gymnástica nacional (capoeiragem), methodisada e regrada. Rio de Janeiro: [s.n.]
- Da Costa, Lamartine Pereira (1961). Capoeiragem, a arte da defesa pessoal brasileira. Rio de Janeiro: Oficial da Marinha
- Pastinha, Mestre (1988). Capoeira Angola. [S.l.]: Fundação Cultural do Estado da Bahia
- Assunção, Matthias Röhrig (2002). Capoeira: The History of an Afro-Brazilian Martial Art. [S.l.]: Routledge. ISBN 978-0-7146-8086-6
- Capoeira, Nestor (2007). The Little Capoeira Book. [S.l.]: Blue Snake Books. ISBN 9781583941980
- Desch-Obi, M. Thomas J. (2008). Fighting for Honor: The History of African Martial Art Traditions in the Atlantic World. Columbia: University of South Carolina Press. ISBN 978-1-57003-718-4
- Talmon-Chvaicer, Maya (2008). The Hidden History of Capoeira: A Collision of Cultures in the Brazilian Battle Dance. [S.l.]: University of Texas Press. ISBN 978-0-292-71723-7 Verifique o valor de |url-access=registration (ajuda)
- Taylor, Gerard (2012). Capoeira 100: an Illustrated Guide to the Essential Movements and Techniques. Columbia: Blue Snake Books. ISBN 9781583941768